# Вайола (Іллінойс)
Вайола (англ. Viola) — селище (англ. village) в США, в окрузі Мерсер штату Іллінойс. Населення — 869 осіб (2020).

## Географія
Вайола розташована за координатами 41°12′19″ пн. ш. 90°35′10″ зх. д. / 41.20528° пн. ш. 90.58611° зх. д. (41.205323, -90.586188).  За даними Бюро перепису населення США в 2010 році селище мало площу 2,21 км², з яких 2,17 км² — суходіл та 0,04 км² — водойми.

## Демографія
Згідно з переписом 2010 року, у селищі мешкало 955 осіб у 389 домогосподарствах у складі 269 родин. Густота населення становила 432 особи/км².  Було 411 помешкання (186/км²).
Расовий склад населення:
| - 98,2 % — білих - 0,1 % — азіатів |

До двох чи більше рас належало 1,2 %. Частка іспаномовних становила 3,8 % від усіх жителів.
За віковим діапазоном населення розподілялося таким чином: 26,6 % — особи молодші 18 років, 54,7 % — особи у віці 18—64 років, 18,7 % — особи у віці 65 років та старші. Медіана віку мешканця становила 40,5 року. На 100 осіб жіночої статі у селищі припадало 94,5 чоловіків;  на 100 жінок у віці від 18 років та старших — 92,6 чоловіків також старших 18 років.
Середній дохід на одне домашнє господарство  становив 66 728 доларів США (медіана — 58 088), а середній дохід на одну сім'ю — 83 094 долари (медіана — 72 250). За межею бідності перебувало 7,8 % осіб, у тому числі 15,8 % дітей у віці до 18 років та 2,8 % осіб у віці 65 років та старших.
Цивільне працевлаштоване населення становило 412 особи. Основні галузі зайнятості: виробництво — 26,7 %, роздрібна торгівля — 9,2 %, фінанси, страхування та нерухомість — 8,7 %, освіта, охорона здоров'я та соціальна допомога — 8,3 %.